# Rhynchomicropteron micraphidiforme
Rhynchomicropteron micraphidiforme är en tvåvingeart som beskrevs av Ronald Henry Lambert Disney 1992. Rhynchomicropteron micraphidiforme ingår i släktet Rhynchomicropteron och familjen puckelflugor. Inga underarter finns listade i Catalogue of Life.